# Catabola
Catabola (fins 1975 Nova Sintra) és un municipi de la província de Bié. Té una extensió de 3.028 km² i 118.285 habitants. Comprèn les comunes de Caiuera, Catabola, Chipeta, Chiuca i Sande. Limita al nord amb el municipi de Nharea, a l'est amb el municipi de Camacupa, al sud amb el municipi de Kuito i a l'oest amb el municipi de Cunhinga.